# Edward Dietz
Edward Dietz (ur. 28 czerwca 1911 w Warszawie, zm. 3 sierpnia 1988 w Sopocie) – polski duchowny luterański, długoletni proboszcz w Sopocie, senior diecezji pomorsko-wielkopolskiej.

## Życiorys

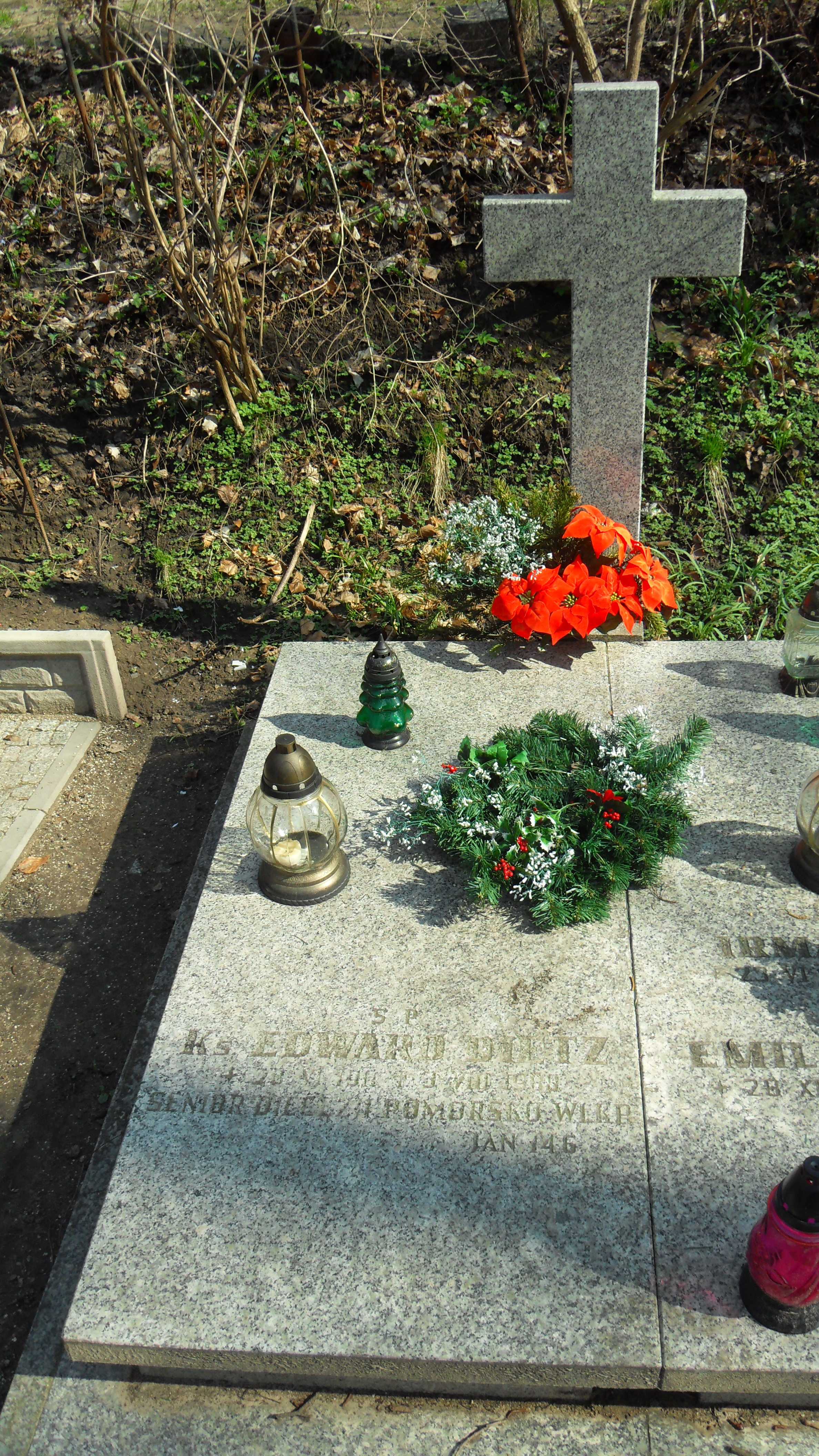
Grób na gdańskim Cmentarzu Srebrzysko

Ukończył ewangelickie Gimnazjum im. Mikołaja Reja, a następnie Wydział Teologii Ewangelickiej Uniwersytetu Warszawskiego. Studia uzupełniające odbył w Berlinie. Po ordynacji na duchownego 25 października 1936 r., został wikariuszem w Żyrardowie. W latach 1938–1939 pracował jako polski prefekt w Siemianowicach Śląskich i w Katowicach. Podczas II wojny światowej pozbawiony urzędu przebywał w Warszawie.
W latach 1945–1946 jako delegat Konsystorza na Górny Śląsk był administratorem w Sosnowcu, odprawił też pierwsze nabożeństwa w kościele w Katowicach, odmawiając wydania kluczy żądającym tego z pomocą władz państwowych katolikom. Od 1946 r. aż do końca życia był związany z parafią w Sopocie, jako administrator i od 1948 proboszcz, kładąc podwaliny pod organizację powojennego polskiego życia ewangelickiego na Wybrzeżu. Jednocześnie obsługiwał parafie w Słupsku (od 1947) r. i w Elblągu, oraz filiały w Tczewie, Lęborku, Mikołajkach Pomorskich i Wierzchucinie, odprawiał nabożeństwa w Gdyni i w Nowym Porcie, od 1952 r. był ponadto przez pewien czas administratorem zborów niemieckich (tzw. zbory niepolskie) w województwach gdańskim i koszalińskim. Został wybrany konseniorem (zastępcą seniora), a w 1960 seniorem diecezji pomorsko wielkopolskiej. Z urzędu był administratorem wakujących parafii, m.in. w Bydgoszczy, Grudziądzu, Kępnie i Toruniu. Był członkiem Synodu Kościoła Ewangelicko-Augsburskiego, a także prezesem Oddziału Wojewódzkiego Polskiej Rady Ekumenicznej w Gdańsku. w 1983 r. przeszedł w stan spoczynku. Jednym z jego wikariuszy w Sopocie był ks. Michał Warczyński, późniejszy następca ks. Edwarda Dietza w urzędzie proboszcza i biskupa diecezjalnego.
Ks. senior Edward Dietz został pochowany na Cmentarzu Srebrzysko w Gdańsku (rejon I, taras II, rząd 1, grób 24).